# Julius Dorpmüller
Julius Heinrich Dorpmüller (Elberfeld, Reino de Prusia, 24 de julio de 1869 - Malente, Schleswig-Holstein, Alemania, 5 de julio de 1945) fue un ingeniero alemán que desempeñó el cargo de administrador general de la Deutsche Reichsbahn entre 1926 y 1945, y luego Ministro de Transportes del Tercer Reich entre 1937 y 1945.

## Biografía
Dorpmüller fue hijo de un ingeniero ferroviario, y estudió construcción de ferrocarriles y carreteras entre 1889 y 1893. Tras graduarse en 1898, Dorpmüller trabajó en la administración ferroviaria de Prusia. En 1907 abandonó su cargo en la oficina técnica para trabajar en el ferrocarril alemán de Tsingtao, en China. En 1908 Dorpmüller fue designado ingeniero jefe de la sección alemana del recién construido ferrocarril imperial chino de Tianjin a Pukou, en la provincia de Jiangsu. 
Cuando en la Primera Guerra Mundial, China se alinea a favor de la Triple Entente, Dorpmüller se ve forzado a volver a su país viajando como refugiado a través de Manchuria, Siberia y Rusia, volviendo a Alemania en 1918. Al año siguiente, Dorpmüller es nombrado jefe departamental del Deutsche Reichsbahn en Stettin, luego en 1922 es destinado al mismo cargo en Oppeln, y en 1924 es destinado a la Cuenca del Ruhr. En 1925 el gobierno alemán crea el cargo de “representante” del administrador general del Deutsche Reichsbahn y Dorpmüller es designado para este puesto el 3 de julio de 1925. Al año siguiente, es designado administrador general del Deutsche Reichsbahn.
Dorpmüller mantuvo su cargo dentro de la burocracia técnica de la República de Weimar, siguiendo en el puesto de funcionario administrativo después del ascenso del nazismo al poder en 1933 debido a su experiencia y amplio conocimiento sobre transporte ferroviario, aunque sin adherirse a la ideología nazi. El 2 de febrero de 1937, Dorpmüller es designado Ministro de Transportes del Tercer Reich por una orden de Adolf Hitler, recibiendo el encargo de modernizar el sistema ferroviario alemán con miras a una expansión del mismo con fines bélicos. Sin cuestionar las órdenes gubernamentales, Dorpmüller proporciona con sus trenes el apoyo logístico exigido por Heinrich Himmler para el exterminio de judíos, mientras coordina las administraciones ferroviarias de la Europa ocupada por los nazis (e inclusive las administraciones de los países aliados y satélites) para el mejor servicio del Tercer Reich en sus necesidades bélicas, aprovechando al máximo los recursos materiales (combustible, vagones, locomotoras) existentes.
En 1945, ya enfermo de cáncer, Dorpmüller se integra al Gobierno de Flensburgo presidido por el almirante Karl Dönitz durante unas pocas semanas de mayo de 1945. Tras disolverse el “gobierno Dönitz”, Dorpmüller es convocado por las autoridades aliadas para hacerse cargo de la reconstrucción de los transportes alemanes, después que agentes estadounidenses calificaran que “no era simpatizante ni activista del nazismo”. Dorpmüller aceptó prestar asesoría a los aliados hasta que por su salud muy deteriorada murió en el balneario báltico de Malente, el 5 de julio de 1945.